# Всесвітня виставка 1888
Всесвітня виставка 1888 року (кат. Exposició Universal de Barcelona, ісп. Exposición Universal de Barcelona) — перша Всесвітня виставка, що відбулася в Іспанії, і перша з двох, які проведених у Барселоні (друга — виставка 1929 року). Проведена з 8 квітня по 9 грудня 1888 року.

## Загальні відомості
Еухеніо Серрано де Касанова, іспанський журналіст, письменник та підприємець, намагався провести виставку в 1886 року, проте коли ця спроба зазнала невдачі, за організацію заходу взявся мер Барселони Франсеск де Паула Ріус і Толе. Виставка була проведена на реконструйованій ділянці Парку Цитаделі площею 115 акрів (47 га). Для проведення заходу під керівництвом Жузепа Біласеки і Казанобаса було збудовано Тріумфальну арку, яка стала головним входом на виставку. Понад 2 млн осіб з Іспанії, інших країн Європи та світу відвідали виставку, і було зароблено 1 737 000 доларів США. Захід був відкритий дворічним королем Іспанії Альфонсом XIII та його матір'ю і регенткою Марією Крістіною Австрійською. У виставці взяли участь 27 країн, зокрема Японія, Китай та США.

## Експонати
Себастьян Ерар, виробник фортепіано, спонсорував 20 концертів Ісаака Альбеніса — каталонського піаніста та композитора, відомого своїми творами на основі народної музики. Художнім керівником концертів був Томас Морагас.
Художник Жузеп Марія Тамбуріні на виставці здобув срібну медаль.

## Спадщина та вцілілі пам'ятки
Основною спадщиною Всесвітньої виставки 1888 року є Парк Цитаделі, адже під час підготовки міста до заходу це місце перетворилося на головний публічний парк. Увесь парк у сучасному вигляді був сконструйований напередодні Всесвітньої виставки, зокрема його монументальний фонтан, невеликі ставки, замок трьох драконів Луїса Доменека-і-Монтанера, збудований для розміщення кафе та ресторану Всесвітньої виставки, Hivernacle (оранжерея), Музей геології та Umbracle (затінена споруда для рослин).
Іншою пам'яткою Всесвітньої виставки є неомудехарська Тріумфальна арка — головний вхід виставки.
60-метровий пам'ятник Христофору Колумбу був зведений на тому ж місці, куди Колумб повернувся після першої експедиції, в ході якої він відкрив Америку для європейців. Пам'ятник зведений на вулиці Ла-Рамбла і стоїть донині.